# 鹰状无刺鲼
鹰状无刺鲼（学名：Aetomylaeus milvus），又名鷹形圓吻燕魟、魴仔，为鲼科无刺鲼属的鱼类。分布于红海、印度洋、印度尼西亚、菲律宾以及南海等海域。该物种的模式产地在红海。